# Sant Joan Sesrovires
Sant Joan Sesrovires és una església protegida com a bé cultural d'interès local al poble de Torre-ramona (Alt Penedès), vora el cementiri. El primer document en què apareix esmentada data de l'any 1325, és la concessió de sepultura feta pel bisbe Ponç de Gualba a Berenguer de Corbins al cementiri de l'església de Sant Joan, sufragània de la parròquia de Sant Pere de Subirats. El 1930 el rector de Sant Pere de Subirats, a causa de l'estat ruïnós de la rectoria, s'establí a la Torre-ramona; fou llavors que Sant Joan va prendre funcions parroquials, tot i que continuà essent sufragània de l'església del castell.
El temple és d'una sola nau, coberta amb volta de canó que arrenca d'una gran cornisa motllurada. L'absis és semicircular i està precedit per un tram presbiteral. Al centre de l'absis hi ha una finestra d'una sola esqueixada paredada. En la façana sud s'obre la porta, en arc de mig punt, i una finestra reformada. Està coronada per un campanar d'espadanya de dos ulls. L'edifici fou molt reformat amb l'afegit d'una capella a l'angle nord-est, el sobrealçament de tot l'edifici i la decoració interior, que amaga l'original. L'aparell exterior és de carreus irregulars, molt ben disposats, amb filades verticals i juntes.